# Liste deutscher Jägerbataillone vor 1918

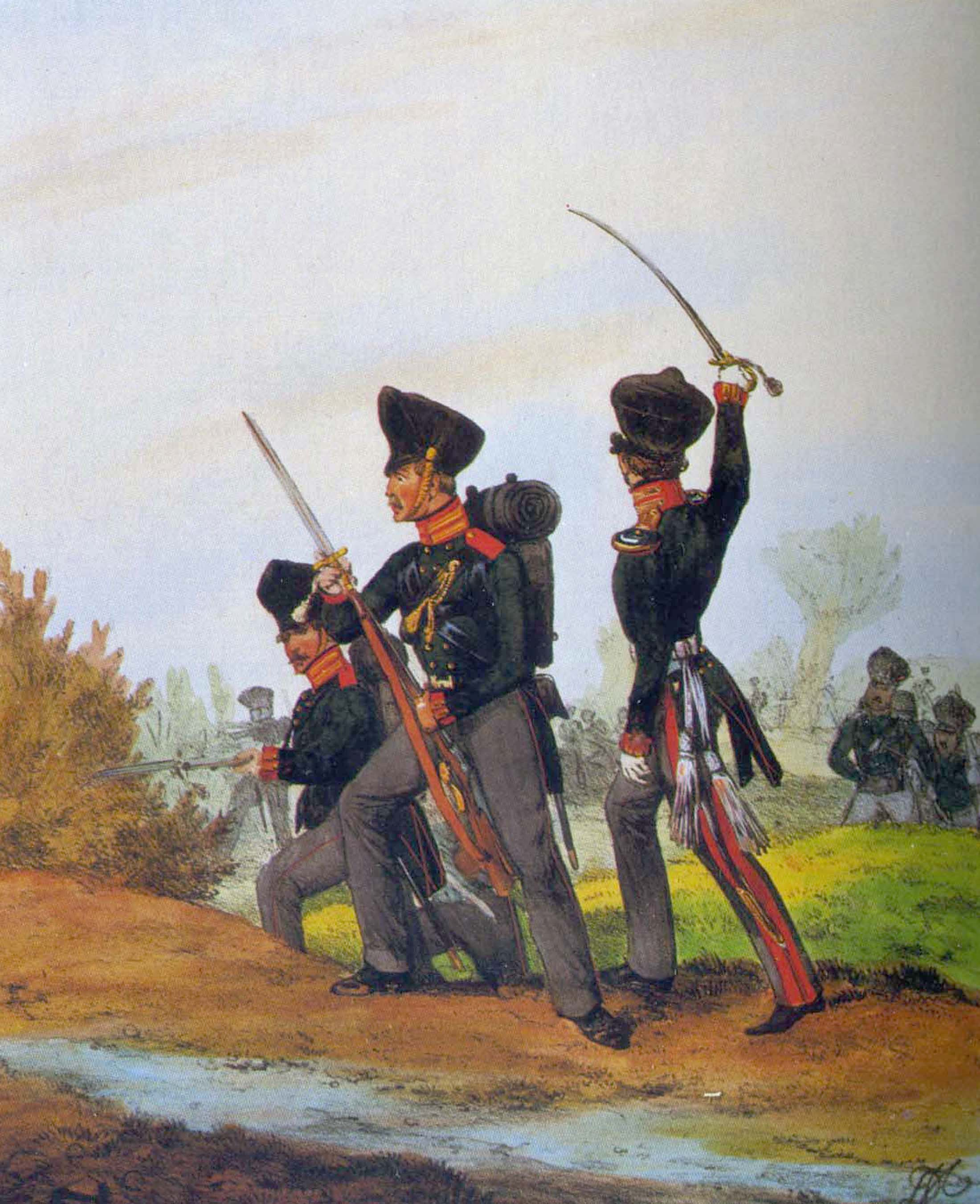
Jäger der kurhessischen Armee im Angriff

Die Liste deutscher Jägerbataillone vor 1918 listet deutsche Jägerbataillone der Zeit vor 1918. Berücksichtigt sind nur die Armeen der Staaten, die das Deutsche Kaiserreich bildeten, aber nicht der Staaten die vor Gründung des Kaiserreichs ebenfalls als deutsche Staaten galten.
Die Jägerbataillone wurden üblicherweise als selbständiges Bataillon auf Regimentsebene eingesetzt und waren in Bataillonsstab mit vier Jägerkompanien gegliedert. Später kamen mit der Aufstellung eine 5./MG-Kompanie mit jeweils sechs MG 08 und eine 6./Radfahrkompanie hinzu. Weiterhin waren in den Jägerbataillonen zusätzlich Diensthunde und je Kompanie ab 1916 zwei Scharfschützen eingegliedert.

## Jägerbataillone bis 1919

### Preußische Armee
Vor dem Beginn des Ersten Weltkriegs waren 1914 in der Preußischen Armee vierzehn Jäger- und Schützen-Bataillone sowie neun MG-Abteilungen etatisiert.
- Garde-Jäger-Bataillon in Potsdam – Gardekorps

- Garde-Maschinengewehr-Abteilung Nr. 1 in Potsdam
- Garde-Maschinengewehr-Abteilung Nr. 2 in Berlin

- Garde-Reserve-Jäger-Bataillon – 4. Garde-Division
  - nachmalig MG-Scharfschützen-Abteilung Nr. 14

- Reserve-Jäger-Bataillon Nr. 15 in Potsdam – 43. Reserve-Division XXII. Reserve-Korps

- Garde-Schützen-Bataillon ursprünglich Bataillon des Tirailleurs de la Garde Mai 1814–1918 in Lichterfelde mit

- Garde-Maschinengewehr-Abteilung Nr. 2 bis 1913, danach mit 1 Radfahrkompanie + 1 MG-Kompanie

- Garde-Reserve-Schützen-Bataillon
- Reserve-Jäger-Bataillon Nr. 16 in Lichterfelde/Freiberg – 44. Reserve-Division

- Jäger-Bataillon „Graf Yorck von Wartenburg“ (Ostpreußisches) Nr. 1 in Ortelsburg – I. Armee-Korps/XX. Armee-Korps

- Maschinengewehr-Abteilung Nr. 1 – XX. Armee-Korps
- Maschinengewehr-Abteilung Nr. 5

- Reserve-Jäger-Bataillon Nr. 1

- Pommersches Jäger-Bataillon „Fürst Bismarck“ Nr. 2 in Greifswald/Kulm – bis 1915 II. Armee-Korps ab 1915 XVII. Armee-Korps
  - Reserve-Jäger-Bataillon Nr. 2

- Brandenburgisches Jäger-Bataillon Nr. 3 in Lübben – III. Armee-Korps

- Maschinengewehr-Abteilung Nr. 7

- Reserve-Jäger-Bataillon Nr. 3 in Lübben – 6. Reserve-Division III. Reserve-Korps
- Reserve-Jäger-Bataillon Nr. 17 in Lübben – 45. Reserve-Division XXII. Reserve-Korps

- Magdeburgisches Jäger-Bataillon Nr. 4 – IV. Armee-Korps
  - Reserve-Jäger-Bataillon Nr. 4
  - Reserve-Jäger-Bataillon Nr. 19 in Naumburg (Saale)

- Jäger-Bataillon „von Neumann“ (1. Schlesisches) Nr. 5 in Hirschberg – V. Armee-Korps
  - Reserve-Jäger-Bataillon Nr. 5 in Hirschberg
  - Reserve-Jäger-Bataillon Nr. 21

- 2. Schlesisches Jäger-Bataillon Nr. 6 in Oels – VI. Armee-Korps

- Maschinengewehr-Abteilung Nr. 8

- Reserve-Jäger-Bataillon Nr. 6 – 22. Reserve-Infanterie-Brigade – 12. Reserve-Division – VI. Reserve-Korps
- Reserve-Jäger-Bataillon Nr. 22 in Oels

- Westfälisches Jäger-Bataillon Nr. 7 in Bückeburg – VII. Armee-Korps
  - Reserve-Jäger-Bataillon Nr. 7

- Rheinisches Jäger-Bataillon Nr. 8 in Schlettstadt – XV. Armee-Korps

- Maschinengewehr-Abteilung Nr. 3
- Maschinengewehr-Abteilung Nr. 10

- Reserve-Jäger-Bataillon Nr. 8

- Lauenburgisches Jäger-Bataillon Nr. 9 in Ratzeburg – IX. Armee-Korps
  - Reserve-Jäger-Bataillon Nr. 9 in Ratzeburg – 18. Reserve-Division, 29. Bayerisches Infanterie-Regiment (Jäger-Regiment)
  - Reserve-Jäger-Bataillon Nr. 18 in Ratzeburg – 46. Reserve-Division, 200. Infanterie-Division

- Hannoversches Jäger-Bataillon Nr. 10 in Goslar – X. Armee-Korps
  - Reserve-Jäger-Bataillon Nr. 10
  - Reserve-Jäger-Bataillon Nr. 23 in Goslar – 51. Reserve-Division XXVI. Reserve-Korps

- Kurhessisches Jäger-Bataillon Nr. 11 in Marburg – XI. Armee-Korps
  - Kurhessisches-Reserve-Jäger-Bataillon Nr. 11 in Marburg – Levante-Korps
  - Kurhessischee-Reserve-Jäger-Bataillon Nr. 20 in Marburg
  - Reserve-Jäger-Bataillon Nr. 24 in Marburg – 52. Reserve-Division

- Großherzoglich Mecklenburgisches Jäger-Bataillon Nr. 14 in Colmar – XV. Armee-Korps
  - Großherzoglich-Mecklenburgisches Reserve-Jäger-Bataillon 14 – Deutsches Alpenkorps 1915–1918

- Königlich-Preußisches Jäger-Bataillon Nr. 27 (Finnische Jäger) – 1915 Lockstedter Lager Holstein

### Sächsische Armee
- 1. Jäger-Bataillon Nr. 12 in Freiberg – XII. (I. Königlich Sächsisches) Armee-Korps
  - Reserve-Jäger-Bataillon Nr. 12 in Freiberg

- 2. Jäger-Bataillon Nr. 13 in Dresden – XIX. (II. Königlich Sächsisches) Armee-Korps
  - Reserve-Jäger-Bataillon Nr. 13 in Dresden
  - Königlich Sächsisches Reserve-Jäger-Bataillon Nr. 25 in Dresden – 53. Reserve-Division (3. Königlich Sächsische) XXVII. Reserve-Korps
  - Reserve-Jäger-Bataillon Nr. 26 in Freiberg 54. (Württembergische) Reserve-Division
    - mit Maschinengewehr-Abteilung 9
- 3. Jäger-Bataillon Nr. 15 (Wurzener Jäger) 1810–1900, eingegliedert in 15. Königlich Sächsisches Infanterie-Regiment Nr. 181

### Bayerische Armee
- Jäger-Regiment Nr. 1 unterstellt Jäger-Brigade – aufgestellt im Mai 1915 als bayrischer Anteil des Alpenkorps

- 1. Jägerbataillon „König“ in Freising 1815–1919 – 1. Division 2. Infanterie-Brigade in München, 1914 Kavallerie-Division, 1915 Deutsches Alpenkorps
  - Reserve-Jägerbataillon 1 – 5. Reserve-Division

- 2. Jägerbataillon in Aschaffenburg 1890–1918 – 4. Division 7. Infanterie-Brigade in Würzburg, 1914 Kavallerie-Division, 1915 Deutsches Alpenkorps
  - Reserve-Jägerbataillon 2 – 5. Division, 1915 Deutsches Alpenkorps

- 29. Bayerisches Infanterie-Regiment (Jäger-Regiment) – aufgestellt im Oktober 1916 aus bayrischen Reserve-Jäger-Bataillonen (RJB)
  - Reserve-Jäger-Bataillon Nr. 1
  - Reserve-Jäger-Bataillon Nr. 7
  - Reserve-Jäger-Bataillon Nr. 9 (Engels)

vormals
- 2. Jägerbataillon in Aschaffenburg 1878–1890
- 3. Jägerbataillon in Eichstätt 1825–1890
- 4. Jägerbataillon in Landshut 1825–1890
- 5. Jägerbataillon in Zweibrücken 1851–1878
- 6. Jägerbataillon in  Erlangen 1851–1878
- 7. Jägerbataillon in Landsberg 1851–1878
- 8. Jägerbataillon in Straubing 1863–1878
- 9. Jägerbataillon in Passau 1868–1878
- 10. Jägerbataillon in Aschaffenburg 1868–1878

### Württembergische Armee
vor 1860 – württembergisches Kontingent
- Fußjäger-Compagnie „von Scharffenstein“ ab 1800 Jäger-Corps (zwei Jäger-Kompanien), ab 1801 Fußjäger-Bataillon „von Roman“ (vier Kompanien) – Württembergische Armee
- 1. Fußjäger-Bataillon „von Roman“ (Schwarze Jäger) 1805
- 2. Fußjäger-Bataillon „von Scharffenstein“

### Deutsches Alpenkorps
- Bayerisches 1. Jägerbataillon
- Bayerisches 2. Jägerbataillon
- Bayerisches Reserve-Jägerbataillon 2
- Preußisches Jägerbataillon Nr. 10
- Preußisches Reserve-Jägerbataillon Nr. 10
- Mecklenburgisches Reserve-Jägerbataillon Nr. 14
- Jäger-Regiment 3 (anfangs Schneeschuhbataillone)

200. Infanterie-Division 1916–1918
Jäger-Division (Deutsches Kaiserreich) 1917–1918 Zwölfte Isonzoschlacht
Ostsee-Division 1918 Mecklenburgisches Jäger-Bataillon Nr. 4 und 14, königlich-preußischen Jäger-Bataillon Finnische Jäger Nr. 27, weitere Teile Jäger-Bataillone
Anteile Asien-Korps mit Kurhessisches-Reserve-Jäger-Bataillon Nr. 11